# Communauté de communes des Vallées vertes du Cher Ouest
La Communauté de communes des Vallées vertes du Cher Ouest est une ancienne communauté de communes française, située dans le département du Cher.

## Historique
- 31 décembre 1993 : création de la communauté de communes de Graçay Saint-Outrille[1]
- 29 mars 1994 : création du bureau
- 1er janvier 2000 : adhésion des communes de Dampierre-en-Graçay, Genouilly, Nohant-en-Graçay, Saint-Georges-sur-la-Prée et Saint-Hilaire-de-Court et modification du nom de la CC en Communauté de communes des Vallées Vertes du Cher Ouest
- 17 janvier 2000 : modification des statuts
- 30 octobre 2000 : modification des compétences
- 16 janvier 2001 : transfert du siège
- 8 juillet 2003 : élargissement et composition du bureau
- 17 février 2004 : extension des compétences
- 29 décembre 2004 : modification des statuts (compétence voirie)
- 27 janvier 2006 : extension des compétences (SPANC)
- 15 décembre 2006 : modification des compétences (culture et sport)
- 31 décembre 2012 : Fusion avec la communauté de communes Vierzon Pays des Cinq rivières, formant la nouvelle communauté de communes Vierzon Sologne Berry[2],[3].

## Territoire communautaire

### Géographie
L'intercommunalité était composée des communes suivantes (6 de l'ancien canton de Graçay et 1 de l'ancien canton de Vierzon-2):

### Composition
Elle était constituée en 2012 des 7 communes suivantes : 
1. Dampierre-en-Graçay
2. Genouilly
3. Graçay
4. Nohant-en-Graçay
5. Saint-Georges-sur-la-Prée
6. Saint-Hilaire-de-Court
7. Saint-Outrille

## Organisation

### Siège
L'intercommunalité avait son siège à Genouilly, 37, rue du Haut Bourg.

### Élus
La communauté de communes était administrée par son conseil communautaire, composé de  conseillers municipaux représentant les  communes membres.

### Liste des présidents
| Période                                  | Période       | Identité            | Étiquette | Qualité |
| ---------------------------------------- | ------------- | ------------------- | --------- | --- |
| Les données manquantes sont à compléter. |               |                     |           | |
| 2000                                     | décembre 2012 | Jean-Pierre Charles | PCF       | Maire de Graçay (1998 → ) Vice-président du conseil général du Cher (2008 → ? ) Conseiller général de Graçay (2008 → 2015) Conseiller départemental de Vierzon-2 (2015 → ) Vice-président de l'ex-communauté de communes Vierzon Sologne Berry (2013 → 2019) |

### Compétences
L'intercommunalité exerçait les compétences qui lui avaient été transférées par les communes membres, dans les conditioins déterminées par le code général des collectivités territoriales. Il s'agissait de :
- Aménagement de l'espace
  - Aménagement rural (à titre facultatif)
  - Études et programmation (à titre obligatoire)
- Développement et aménagement économique
  - Action de développement économique (Soutien des activités industrielles, commerciales ou de l'emploi, soutien des activités agricoles et forestières...) (à titre obligatoire)
  - Création, aménagement, entretien et gestion de zone d'activités industrielle, commerciale, tertiaire, artisanale ou touristique (à titre obligatoire)
  - Tourisme (à titre obligatoire)
- Développement et aménagement social et culturel
  - Activités périscolaires (à titre facultatif)
  - Construction ou aménagement, entretien, gestion d'équipements ou d'établissements culturels, socioculturels, socioéducatifs, sportifs (à titre optionnel)
- Énergie - Production, distribution d'énergie (à titre facultatif)
- Environnement
  - Collecte des déchets des ménages et déchets assimilés (à titre optionnel)
  - Politique du cadre de vie (à titre optionnel)
  - Protection et mise en valeur de l'environnement (à titre optionnel)
  - Traitement des déchets des ménages et déchets assimilés (à titre optionnel)
- Logement et habitat - Programme local de l'habitat (à titre optionnel)
- Voirie - Création, aménagement, entretien de la voirie (à titre optionnel)
- Autres - Prestations de services pour une ou plusieurs de ses communes membres en lien avec les compétences transférées dans les domaines de la voirie et des équipements culturels et touristiques, dans les conditions définies par convention